# Waiting for the Barbarians (film)
Waiting for the Barbarians è un film del 2019 diretto da Ciro Guerra, al suo primo film in lingua inglese.
Interpretato da Mark Rylance, Johnny Depp e Robert Pattinson, è l'adattamento cinematografico del romanzo del 1980 Aspettando i barbari, scritto da J. M. Coetzee, anche sceneggiatore del film.

## Trama
Un magistrato prossimo alla pensione, uomo di cultura, è il comandante di un avamposto al confine ultimo dell'Impero, oltre il quale si trovano i cosiddetti "barbari", le sfuggenti popolazioni nomadi originarie di quelle terre desertiche. Tra le due parti vige un rapporto di cordiale indifferenza, finché l'Impero non invia nell'avamposto lo spietato colonnello Joll, incaricato di usare il pugno di ferro coi barbari per scoprire se questi rappresentano una minaccia per la sicurezza dell'Impero. Joll tortura crudelmente un vecchio (che muore) e un giovane già malato della zona esterna alla cittadina, fino a che quest'ultimo non confessa un'inesistente mobilitazione armata dei barbari nella zona esterna alla cittadina di frontiera. Un giorno arriva alla cittadina una ragazza che porta sul corpo i segni delle torture inflitte dagli uomini del colonnello Joll; il magistrato l'accoglie in casa sua e cerca di curarla, fino a innamorarsene e farla diventare la sua compagna. Il colonnello Joll e i suoi uomini tornano al comando centrale, e il magistrato libera gli uomini e le donne da loro catturati e torturati. Dopo qualche tempo arriva un altro ufficiale alla cittadina, l'ufficiale Mandel, che sulla falsariga del colonnello Joll instaura un clima di terrore nelle mura cittadine. Dopo la partenza anche di quest'ultimo, il magistrato parte per il deserto per riportare la sua compagna alla sua tribù facendosi accompagnare da alcuni soldati della guarnigione. Dopo vari giorni di viaggio, incontrano dei nomadi armati che prendono in consegna la ragazza ma si mostrano molto ostili verso il magistrato, probabilmente a causa delle tortura ingiustificate inferte ai loro compagni di tribù.
Il magistrato e i suoi uomini tornano alla cittadina, dove vengono arrestati dagli uomini di Joll e Mandel: accusato di tradimento e combutta con il nemico, il magistrato viene interrogato da colonnello e ufficiale, e tenta invano di chiarire le reali motivazioni del suo viaggio nel deserto, che non c'è nessun nemico e che gli unici problemi siano stati creati dal comportamento sconsiderato e paranoico dei due ufficiali. Joll lo accusa di voler entrare nei libri di storia come un uomo giusto, ignaro però che nei luoghi sperduti come quello la storia non viene mai presa in considerazione. Dopo che il magistrato viene degradato, messo agli arresti e costretto a lavori umili, Joll fa altri prigionieri che tortura con estrema crudeltà nella piazza della cittadina, con l'approvazione morale di molti dei cittadini. Il magistrato si oppone a questa orrenda visione e l'ufficiale Mandel gli rompe un braccio, per poi vestirlo da donna e appenderlo per le braccia a un albero, tra le risate ma anche il disgusto di molti cittadini, alcuni dei quali lasciano la città per paura del clima che si è venuto a instaurare. Joll parte con il suo esercito per andare a combattere i barbari, lasciando la città all'ufficiale Mandel. Passano i mesi, e il magistrato, ridotto a vivere in strada, trova aiuto nella locandiera della città, ma da Joll e del suo esercito non arrivano più notizie.
In una discussione il magistrato chiede all'ufficiale Mandel come faccia a torturare le persone e dopo a mangiare tranquillamente; colpito nell'orgoglio, Mandel gli rivela che a suo carico non è mai stato istruito nessun fascicolo d'accusa nonostante tutte le atrocità da lui subite. In quel momento arriva alle porte della città un cavallo con in sella un soldato di Joll, morto, legato alla sella e in avanzato stato di decomposizione con il cranio svuotato. Preso dal panico, Mandel ordina una ritirata dalla cittadina non prima di aver ordinato ai suoi soldati di rubare tutto il possibile agli abitanti e rapire delle ragazze da usare come svago; nella cittadina restano il magistrato, pochi cittadini e un gruppo soldati della vecchia guarnigione. Una notte arriva la carrozza di Joll con un pugno di soldati, che chiedono dell'ufficiale Mandel: il magistrato risponde loro che l'esercito ha abbandonato la città. Mentre i soldati di Joll rubano delle pagnotte dai cittadini prima di ripartire, il magistrato vede nella carrozza un Joll che è solo l'ombra del glorioso soldato partito mesi prima per la guerra. L'ultima scena vede i bambini della città giocare e il Magistrato scorgere nel deserto il frastuono di migliaia di cavalli, presagendo l'arrivo tanto invocato e provocato dagli atti sconsiderati degli ufficiali paranoici.

## Produzione
Il produttore Michael Fitzgerald ha tentato di realizzare un adattamento cinematografico di Aspettando i barbari per circa vent'anni. Nell'ottobre del 2016 è stato annunciato che il regista sarebbe stato infine il colombiano Ciro Guerra, al suo debutto alla regia di un film in lingua inglese. Guerra ha definito il progetto come «qualcosa che, pur avendo un diverso meccanismo produttivo ed essendo ambientato al di fuori della Colombia, rispecchia appieno i miei interessi». Il film è stato interamente finanziato dall'italiana Iervolino Entertainment di Andrea Iervolino e Monika Bacardi, e prodotto anche da Olga Segura.
Lo stesso mese, Mark Rylance è entrato in trattative per un ruolo da protagonista nella pellicola, venendo confermato nel cast nel luglio del 2018. Nel maggio dello stesso anno, Johnny Depp è entrato in trattative per unirsi al cast della pellicola, venendo poi confermato nel ruolo dell'antagonista ad ottobre.

### Riprese
Le riprese del film sono cominciate a Ouarzazate, in Marocco, il 29 ottobre 2018. Sono poi terminate a Roma il 14 dicembre dello stesso anno.

## Promozione
Il primo trailer del film è stato diffuso online il 24 giugno 2020.

## Distribuzione
Il film è stato presentato in anteprima il 6 settembre 2019 in concorso alla 76ª Mostra internazionale d'arte cinematografica di Venezia, venendo distribuito nelle sale cinematografiche italiane da Iervolino Entertainment a partire dal 24 settembre 2020.
Ha avuto un basso riconoscimento al botteghino: il film ha incassato solamente 760,00 dollari, in tutto il mondo.

## Riconoscimenti
- 2019 - Mostra internazionale d'arte cinematografica[15]
  - Menzione speciale al premio SIGNIS
  - In competizione per il Leone d'oro al miglior film